# 尾敦
尾敦（？年—？年），曾為劉虞部屬。

## 生平
初平四年（公元193年），劉虞兵敗公孫瓚於薊城之後，劉虞被公孫瓚誣陷與袁紹合謀要當皇帝，公孫瓚脅迫段訓將劉虞與其妻斬首，劉虞被殺後常山的官員孫瑾、張逸、張瓚等人大罵公孫瓚後一同自殺。公孫瓚將劉虞的頭顱送往長安。劉虞的故吏尾敦知道後，便劫走劉虞的首級並安葬。